# Port de Pointe-Noire
Le port maritime de Pointe-Noire en république du Congo est un port autonome de type landlord depuis 2000.
C'est un port en mer profonde (16 m de tirant d'eau) qui joue un rôle important dans la stratégie régionale des armements : 3,3 millions de tonnes et 100 000 EVP en 2005[réf. nécessaire].
75 % des marchandises qui y sont déchargées sont en effet destinées aux ports voisins de l'Angola, de la République démocratique du Congo et du Gabon.
Pointe-Noire est reliée à la capitale Brazzaville par route et par voie ferrée de 515 km (chemin de fer Congo-Océan).